# Пресновка (Кызылжарский район)
Пресновка (каз. Пресновка) — село в Кызылжарском районе Северо-Казахстанской области Казахстана. Административный центр Лесного сельского округа. Код КАТО — 595051100.

## Население
В 1999 году население села составляло 842 человека (415 мужчин и 427 женщин). По данным переписи 2009 года, в селе проживал 791 человек (381 мужчина и 410 женщин).

## История
К осени 1894 года в эту местность, в район родника, прибыли первые переселенцы из Украины, трое крестьян, мужиков. Известна фамилия одного из них — Кирнос Тарас. 1 октября 1895 года (по старому стилю) вблизи озера было основано село и назвали его Пресновка. Хотели было поселиться здесь же у родника, да вода в соседнем озере оказалась солёной. Пришлось перебраться к озеру с пресной водой.
Первоначально село Пресновка относилось к Тобольской губернии, Ишимскому уезду, Соколовской волости. В начале 20 столетия (1911 г.) в нём уже проживало «808 душ мужского полу и 710 душ женского полу». В основном это были переселенцы из Киевской, Полтавской, Черниговской, Херсонской губерний, Украины. К этому времени в селе уже существовали церковь, церковно-приходская школа и общество трезвости.
Церковь была деревянная, на каменном фундаменте, с одним куполом (однокрестовая), названа в честь святой Троицы. При церкви была колокольня. Сама церковь построена в 1906 году на средства фонда императора Александра III и усилиями самих жителей-прихожан.
Церковно-приходская школа была открыта в 1907 году, а в 1911 году в ней обучалось 95 человек. Общество трезвости образовано в 1907 году, оно содержало читальню, чайную и мелочные лавки.
Участковая больница находилась в 60 вёрстах в селе Ишимском.
Главным занятием сельчан было земледелие, скотоводство пока было развито слабо. Зажиточные крестьяне засевали до 50 десятин земли, середняки — по 20 десятин, а бедняки — 3—4 десятины. Трудно приходилось переселенцам на новых местах. Землю обрабатывали деревянными сохами, боронами. Вручную выделывали холст, сукно, валенки. Хлеб жали серпами, вязали в снопы и молотили цепами. Только после 1910 года появились первые машины для обработки зерна с ручным приводом или на конной тяге (лобогрейки).
В 1918 году в селе установилась Советская власть и первым председателем сельского совета в Пресновке был Степан Бородавкин. Село в это время было большое и красивое, много зелени, особенно много было очень высоких тополей.
С 1920 года организованы первые кооперативы, а с 1926 по 1929 год здесь существовала коммуна. В 1930 году образован колхоз «Совет Пролетария», первым председателем был Воробьёв Павел Григорьевич. Первые колхозные годы были трудными. В 1931 году случился неурожай. Люди стали уезжать из села и население резко сократилось.
До 1938 года в колхозе было три трактора. Известны имена первых трактористов: Гусев Иван, Будин Кузьма, Кляцких Семен. Трактора были без фар, и в ночное время женщинам приходилось по очереди ходить по полю впереди трактора с фонарём, так как работали круглые сутки, посменно. В труде женщины не отставали от мужчин. Впереди были первые комсомолки и активистки Шилова Пелагея и Сербина Анна.
С 1938 года в колхоз стала поступать новая техника, но комбайны всё ещё приходилось тянуть быками. Постепенно сельское хозяйство стало подниматься. Механизация пришла на смену старым орудиям труда. В колхоз возвращались уехавшие ранее люди. Население стало многонациональным.
В 1940 году колхозу дали имя Сталина, но не успел набрать силы новый колхоз, как грянула война — Великая Отечественная. На фронт из села ушли все мужчины, остались одни женщины, старики и дети. А из 37 мужчин, ушедших на фронт, в село возвратилось только 7. И стоит в селе обелиск, окружённый тополями, в память павших на полях сражений героев.
Всю тяжесть войны вынесли на своих плечах наши замечательные труженики: Корнет Е. Л., Лупаревич А. П., Губер Н. Т., Горшкова М. М. и многие другие. На их плечи легло и восстановление разрушенного хозяйства. Многое пришлось им пережить в те годы. Трудно было, но люди работали не покладая рук, на совесть, старались, чтобы как можно быстрее колхоз вновь встал на ноги и жизнь стала богаче и краше.
Одной из ярких страниц в истории Казахстана стало освоение целинных и залежных земель. В 1954 году по решению правительства на востоке бывшего СССР началось освоение около 42 млн гектаров целинных и залежных, в том числе более 25 млн гектаров в Казахстане. В Северо-Казахстанской области было освоено 1 млн. 300 тыс. гектаров земли.
В с. Пресновку на освоение целины было направлено 20 человек. Из них была организована бригада «Целинная», которая на тракторах ДТ-54 распахивала новые участки земли. Для многих целинников эта земля стала вторым родным домом. Так навсегда остались в Пресновке Буряков Н. Д., Ходаковский В. В., Пазыч А. Д., Гриб П. Г. Эти люди до сих пор помнят, как начиналась целина, как ставилась первая палатка в степи, как была проложена первая борозда и как целина одела золотой наряд пшеничных полей.

## Совхоз «Лесной»
2 марта 1972 года Постановлением Совета Министров Казахской ССР на базе двух отделений Петропавловского совхоза был создан совхоз «Лесной» с центральной усадьбой в селе Пресновка, а село Глубокое стало отделением № 2 совхоза Лесной. Сельскохозяйственное производство было направлено на выращивание улучшенных пород крупного рогатого скота, производство картофеля и выращивание зерновых.
Первым директором совхоза «Лесной» был назначен Кеженев Сабит Сыздыкович.
Перед коллективом нового совхоза стояла задача — получить максимальную прибыль не только экстенсивным путём — расширением посевных площадей, увеличением поголовья, а прежде всего за счёт интенсификации производства.
Первый же год после основания совхоз дал ошеломляющие результаты: селекционная работа по выращиванию высокоудойных коров, повышение плодородия земли, большой объём в строительстве, ударный труд всех ударников — всё это в сумме позволило добиться успеха.
В 1973 году за передовые достижения в развитие сельского хозяйства директор Кеженев С. С. был награждён орденом Ленина.
В 1982 году совхоз «Лесной» подводил итоги своего десятилетнего развития:
1972 год — построены отапливаемый гараж и МТМ.
1973 год — сдана в эксплуатацию общественная баня, построен магазин промышленных товаров.
1974 год — построена новая совхозная контора, а детский сад переехал в кирпичное здание.
1977 год — вступила в строй котельная, которая отапливала школу, клуб, контору, баню, детский сад и первые 8 благоустроенных квартир.
1978 год — совхозу «Лесной» вручено переходящее Красное знамя за передовые достижения в сельском хозяйстве.
7 ноября 1980 года — состоялось торжественное открытие Дома культуры. Заасфальтирована площадь возле ДК, началось асфальтирование улиц.
За 20 лет существования совхоза, орденами и медалями награждено 60 передовиков производства. Двум передовикам присвоено звание «Заслуженный работник сельского хозяйства».

## Библиотека
После революции, в связи с ликвидацией неграмотности, в селе Пресновка работала изба-читальня, которой руководил Скворцов Александр.
В 1958 году библиотекарем работала Шакула Раиса Ивановна.
С 1960 года библиотеку приняла Юдейко Зоя Григорьевна и проработала в ней тридцать шесть лет. В 1996 году Зоя Григорьевна вышла на пенсию.
С 1996 года библиотеку приняла Гладких Людмила Михайловна и проработала в ней до 2002 года. Уволилась по состоянию здоровья.
С 2002 по 2003 год библиотекарем работала Пальчуковская Ольга Ивановна. Работала на 0,25 ставки. Клуб, в здании которого размещалась библиотека, к тому времени уже не работал. Здание требовало капитального ремонта, крыша протекала, помещение не отапливалось. В июле 2003 года Ольга Ивановна уволилась.
В 2003 году в библиотеке работали Горошко Любовь Борисовна, затем Таранова Елена Евгеньевна. Она начала перевозить библиотеку в школу, там для библиотеки дали два небольших кабинета, но, не доведя дело до конца, она уволилась по собственному желанию.
С декабря 2003 года библиотеку приняла Некрасова Наталья Александровна и проработала в ней до 2010 года, сделала капитальный ремонт, расставила фонд, наладила культурно-массовую работу.
В 2010 году в библиотеке работала Жакупова Дамиля Аблаевна, в 2011 — Свистун Галина Семеновна.